# Оля Геркулес
Оля Геркулес (англ. Olia Hercules) — лондонська українська шеф-кухарка, кулінарна письменниця і фуд-стилістка.

## Раннє життя
Оля Геркулес народилася в Каховці, Україна в 1984 році. Разом з українськими, вона має єврейські, бессарабські й сибірські корені. Вона переїхала до Великої Британії у віці до 18 років для вивчення італійської мови і політики в університеті Ворика. Перш, ніж здобути ступінь магістра в перекладі російською, вона переїхала на Кіпр на 5 років.

## Робота
Оля Геркулес починала як кухар після завершення курсу в школі їжі й вина Лейта у 2008 році. Вона писала для журналу Джеймі і як стилістка їжі для різних видань. Потім вона пішла працювати в лондонський ресторан Оттоленги як шеф-де-парті. Вона знімалася у шоу Saturday Kitchen (Кухня в суботу).

### Книги
Написала книгу рецептів Mamushka (Мамушка) — збірку українських й інших східноєвропейських рецептів. У 2017 Геркулес видала другу книгу.
- Mamushka: Recipes From Ukraine & Beyond (Octopus Publishing, 2015) (укр. Мамушка: Рецепти з України та з-за її меж)[12]
- Dedakatsi: The Cookbook — A Journey Through the Wild East (Octopus Publishing, 2017) (укр. Dedakatsi: куховарська книга — подорож через Дикий Схід)[11]

### Нагороди
- Обсервер: висхідна зірка в їжі 2015
- Премія їжі та напоїв найпрестижнішого магазину Фортнум і Мейсон (Fortnum&Mason Food&Drink Awards 2016)

## Благодійність
Під час російського вторгнення в Україну в 2022 році Геркулес зібрала гроші, щоб приватно надіслати бронежилети цивільним добровольцям ЗСУ, включаючи її брата. Разом зі своєю подругою, російським шеф-кухарем Алісою Тімошкіною, вона заснувала соціальну медіа-ініціативу #CookForUkraine, щоб заохотити компанії та приватних осіб збирати гроші для ЮНІСЕФ, готуючи страви української кухні.